# 亞沙托米奇

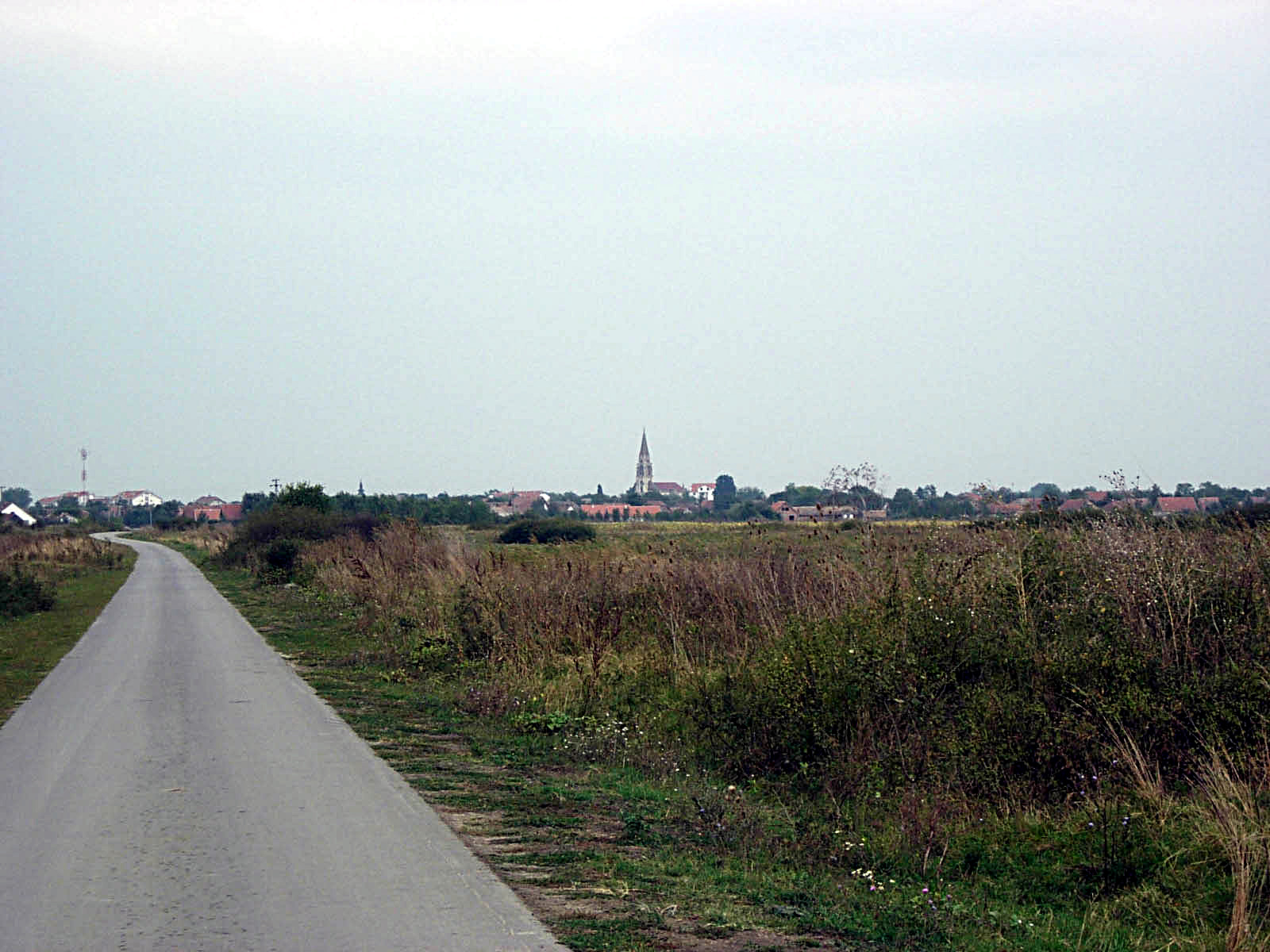
亞沙托米奇

亞沙托米奇是塞爾維亞伏伊伏丁那自治省中巴納特區塞查尼市镇的城鎮。面積82平方公里，海拔高度52米，2002年人口2,982。

## 外部連結
- 塞查尼市镇官方网站 （塞爾維亞語）